# بندقية الشمس
بندقية الشمس (بالإنجليزية: sun gun)‏ هي سلاح مداري نظري، يستخدم مرآة كروية مثبتة على قمر اصطناعي لتركيز ضوء الشمس على منطقة صغيرة على سطح الأرض، مما يؤدي إلى تدمير الأهداف أو القتل عن طريق الحرارة.

## التاريخ
في عام 1929، طور الفيزيائي الألماني هيرمان أوبرت خططًا لمحطة فضائية يمكن من خلالها استخدام مرآة مقعرة بعرض 100 متر لتركيز ضوء الشمس على نقطة محددة على سطح الأرض.
لاحقًا، خلال الحرب العالمية الثانية، بدأ مجموعة من العلماء الألمان في ميدان اختبارات المدفعية التابع للجيش الألماني في هيلرسليبن بتطوير فكرة أوبرث لإنشاء سلاح خارق يمكنه استخدام طاقة الشمس. وكان من المقرر أن تكون بندقية الشمس جزءًا من محطة فضائية تقع على ارتفاع 8,200 كيلومتر فوق سطح الأرض. وقد استنتج العلماء أن عاكسًا ضخمًا مصنوعًا من الصوديوم المعدني بمساحة 9 كيلومترات مربعة يمكنه إنتاج حرارة مركزة كافية لغلي محيط أو حرق مدينة. وبعد استجوابهم من قبل الضباط الأمريكيين، ادعى الألمان أن بندقية الشمس يمكن إكمالها خلال 50 أو 100 عام.
كما عُثر على أدلة تشير إلى أن اليابان كانت تحاول أيضًا تطوير شعاع الموت، وهو ما اكتشفته القوات الأمريكية.
مع انتشار وتأكيد فعالية كوكبة أقمار اصطناعية، قُدم اقتراح استخدامها كبندقية شمسية. فبدلًا من مرآة فردية ضخمة، يمكن نظريًا تزامن مئات العواكس منخفضة التكلفة لتركيز الإشعاع الشمسي وتوجيهه نحو هدف معين.